# پیش‌نویس اینترنت
یک پیش‌نویس اینترنت (به انگلیسی: Internet Draft، I-D)، سندی است که توسط کارگروه مهندسی اینترنت منتشر می‌شود و شامل مشخصات فنی مقدماتی، نتایج پژوهش‌های مرتبط با شبکه‌های رایانه‌ای یا دیگر اطلاعات فنی است. اغلب، پیش‌نویس‌های اینترنت به عنوان اسناد در حال تکمیل در نظر گرفته می‌شوند که در نهایت ممکن است به‌صورت یک درخواست توضیح یا RFC منتشر شده و به طور بالقوه منجر به یک استاندارد اینترنت شوند.
اصولاً ارجاع به پیش‌نویس‌های اینترنت برای کاربردهای رسمی سندیتی ندارد. ارجاع‌های I-D نشان می‌دهند که I-D هنوز در حال کار بر روی آن است.
از یک پیش‌نویس اینترنت انتظار می‌رود الزامات پایه‌ای مختص به هر RFC را رعایت کند.
یک پیش‌نویس اینترنت تنها شش ماه اعتبار دارد مگر این که با نسخه‌ای به‌روزتر جایگزین شود. پیش‌نویسی که منقضی شده باشد اما در هنگام بررسی رسمی توسط گروه راهبری مهندسی اینترنت قرار داشته باشد، در صورتی که درخواست انتشار آن به‌عنوان RFC ارائه شده باشد، همچنان معتبر خواهد بود. پیش‌نویس‌های منقضی‌شده با نسخه‌ای موسوم به «سنگ قبر» جایگزین می‌شوند و برای مرجع در دسترس باقی می‌مانند.

## الگوهای نام‌گذاری
پیش‌نویس‌های اینترنت که توسط گروه‌های کاری IETF تولید می‌شوند از الگوی نام‌گذاری زیر پیروی می‌کنند:
draft-ietf-<wg>-<name>-<version number>.txt.
پیش‌نویس‌های اینترنت که توسط گروه‌های پژوهشی کارگروه تحقیقات اینترنت تهیه می‌شوند از الگوی نام‌گذاری زیر پیروی می‌کنند:
draft-irtf-<rg>-<name>-<version number>.txt.
پیش‌نویس‌هایی که توسط افراد تولید می‌شوند از الگوی نام‌گذاری زیر پیروی می‌کنند:
draft-<individual>-<name>-<version number>.txt.
هیئت معماری اینترنت ، ویرایشگر RFC، و سازمان‌های دیگر مرتبط با IETF نیز ممکن است پیش‌نویس‌های اینترنت تولید کنند. آن‌ها برای این کار از الگوی نام‌گذاری زیر پیروی می‌کنند:
draft-<org>-<name>-<version number>.txt
version number اولیه با 00 نشان داده می‌شود. نسخه دوم (یعنی اولین بازنگری) با 01 نشان داده می‌شود و برای همه بازنگری‌های بعدی افزایش می‌یابد.

## منبع
1. ↑  "Internet Standards and the Request For Comment (RFC) Process", The TCP/IP Guide, p. 3, retrieved 2015-11-10
2. 1 2  R. Housley (2010-12-07). Guidelines to Authors of Internet-Drafts. https://www.ietf.org/ietf-ftp/ietf/1id-guidelines.html. Retrieved 2018-03-18.